# Польско-турецкая война (1683—1699)
Польско-турецкая война 1683—1699 — третья война Речи Посполитой против Османской империи, в историографии рассматривается как часть Великой Турецкой войны (1683—1699).

## Венская кампания 1683 года
В результате предыдущей войны Речь Посполитая была вынуждена, по условиям Бучачского и Журавинского мирных договоров, уступить Османской империи Подолию и признать её протекторат над южной частью Правобережной Украины. После провала планов установления союзных отношений с Францией, Швецией и Османской империей король Ян III Собеский начал сближение со Священной Римской (австрийской) империей. 31 марта 1683 года был подписан договор с императором Леопольдом I, по условиям которого при нападении турок на столицу одного из союзников другой должен будет выступить ему на помощь.
В начале лета 1683 года турецкие войска под командованием великого визиря Кара-Мустафы-паши вторглись в Австрию и уже 14 июля осадили её столицу Вену. Ян III выступил на помощь союзнику. 6 сентября его армия форсировала Дунай и соединилась с войсками союзников. Как король, Ян III стал главнокомандующим объединённой армии и 12 сентября разгромил Кара-Мустафу под Веной. Эта победа остановила османскую экспансию на европейском направлении и положила начало вытеснению турок из Юго-Восточной Европы. В ходе преследования разрозненных частей разбитой турецкой армии 7—9 октября Собеский вторично разгромил Кара-Мустафу под Парканами. В декабре армия Собеского вернулась в Речь Посполитую.
В это же время в Речи Посполитой краковский каштелян Потоцкий 28 октября разбил под Зиньковым татарский отряд, возвращавшийся из Венгрии и совершивший набег на Волынь, отбив около 1 тысячи пленных. В начале ноября Потоцкий осадил Язловец, но после получения известий о возвращении татар из Венгрии снял осаду.
После венской кампании 1683 года и до конца войны войска Речи Посполитой вели боевые действия на своих южных рубежах — в Подолии, Молдавском княжестве и на Правобережной Украине. Основным противником Речи Посполитой являлись крымские и буджакские татары. Нехватка средств на содержание войск, борьба магнатских группировок и слабость королевской власти мешали ведению активных боевых действий.

## Молдавский поход Куницкого
23 июля 1683 года правобережная казачья старшина обратилась к Яну III с просьбой принять её в подданство Речи Посполитой и позволить совершить поход на турецкие владения. 24 августа король назначил Степана Куницкого гетманом Правобережного Войска Запорожского. Собеский планировал вытеснить турок из Европы. Одним из направлений его плана являлось завоевание княжеств Молдавия и Валахия: в случае осуществления этого плана турецкие гарнизоны в Подолии и Крымское ханство, вассал Османской империи, постоянно совершавший набеги на окраины Речи Посполитой, оказывались отрезанными от остальной территории Османской империи. Также Собеский хотел объединить оба княжества под властью своего старшего сына Якуба, что способствовало бы наследованию им отцовского престола.
В конце лета 1683 года казаки Куницкого овладели Немировом, изгнав из него наместника молдавского господаря Георгия Дуку, который одновременно являлся протурецким гетманом Правобережной Украины. В начале сентября Куницкий выступил в поход в Молдавию. Соединившись с войском бывшего молдавского господаря Стефана Петричейку, ранее эмигрировавшего в Речь Посполитую, Куницкий занимает столицу Молдавского княжества Яссы и начинает поход в Буджакскую орду. 5 декабря он разбил татарское войско тягинского бея Али-паши под Кицканами. Казаки истребили татарские селения в районе Килии, Измаила, Аккермана и вышли к берегам Чёрного моря. Но 30 декабря 1683 — 4 января 1684 года Куницкий был разбит крымским ханом Хаджи II Гераем под Рени. После поражения Куницкий отступил в Яссы, откуда вернулся на территорию Речи Посполитой. Казаки объявили Куницкого виновным в неудаче похода и больших потерях. В марте 1684 года под Могилёвым казацкая рада низложила Куницкого, а сам он был убит. Новым пропольским гетманом Правобережной Украины был избран Андрей Могила. В том же месяце господарь Стефан Петричейку под натиском татарско-турецких войск отступил в Сучаву, в апреле он вновь эмигрировал в Речь Посполитую.

## Молдавский поход 1684 года
С января 1684 года в Сенате Речи Посполитой обсуждался вопрос привлечения Крымского ханства на сторону Речи Посполитой или обеспечения его нейтралитета и прекращения татарских набегов на южные окраины Речи Посполитой. В апреле того же года король Ян III предложил захватить Молдавское княжество, чтобы осложнить Османской империи возможность оказывать помощь Крымскому ханству и заставить хана пойти на соглашение с Речью Посполитой, а также отрезать Каменец от основных путей снабжения. В течение года шли переговоры с Крымским ханством, закончившиеся безрезультатно.
31 марта 1684 года Речь Посполитая принимает участие в подписании Линцского договора об образовании Священной лиги.
Весной 1684 года войска Речи Посполитой под командованием коронного гетмана Яблоновского блокировали Каменец — главный город Подолии. Боевые действия шли с переменным успехом: 6 мая крымские татары разбили под Студеницей польско-казацкий отряд Андрея Могилы; 8 июля польский полковник Ржевуский наносит татарам поражение под Скалою.
В августе 1684 года Ян III во главе 23-24-тысячной армии выступил в Подолию. 23—24 августа был взят Язловец. Передовые отряды Собеского овладели переправами на Днестре. 1 сентября армия подошла к Жванцу, где
находилась одна из переправ. 3 сентября состоялся военный совет, на котором возникли разногласия между королём и гетманом Яблоновским: король выступал за поход в Молдавию, а Яблоновский — за продолжение осады Каменца. Было принято решение идти в Молдавию. 4 сентября
начались работы по сооружению моста через Днестр, осложнявшиеся дождями и сильным ветром, а также стычками с татарами. В течение
месяца буря дважды уничтожала почти законченную переправу. Яблоновский вновь стал настаивать на осаде Каменца. 1 октября для дезориентации противника армия двинулась вспять к Каменцу. Одновременно выше по Днестру были высланы отряды для подготовки новой переправы. Но в это же время к Днестру подошли крупные турецко-татарские силы, а в королевской армии начались голод и болезни. Король вынужден был отказаться от похода в Молдавию и принял решение об отступлении, оставив гарнизоны в Язловце, Жванце и Хотине.

## Молдавский поход 1685 года
В июне 1685 года Речь Посполитая получила от папы римского Иннокентия XI денежную субсидию на военные нужды. До конца июля шёл сбор войск для нового похода в Молдавию, который начался 1 августа. Командовал армией гетман Яблоновский. 10 сентября его армия вышла к Днестру и в районе Устья начала наведение переправы. 5 сентября состоялся военный совет: получив сведения о сосредоточивании противника под Цуцорой и готовящемся прибытии турецкого обоза в Каменец, Яблоновский настоял на походе в направлении Ясс и Цуцоры. 20 сентября армия Яблоновского выступила к Пруту, который форсировала в районе Снятына. 29 сентября она достигла селения Бояны. 1 октября здесь произошло сражение армии Яблоновского (17-18 тысяч человек) с численно превосходящим татарско-турецким войском (30 тысяч татар и 12-тысячный турецкий корпус Сулейман-паши). Сражение закончилось безрезультатно. 2 октября Яблоновский на военном совете принял решение об отступлении. Он сумел отбить все атаки противника и 12 октября вышел к Пруту.

## Молдавский поход 1686 года
Ещё в конце 1685 года Ян III планировал очередной поход в Молдавию. Из собственных средств он выделил 400 тысяч злотых на военные нужды. В ходе подготовки к походу начал переговоры с молдавским господарем Константином Кантемиром, обещая сделать его власть в Молдавии наследственной, если княжество перейдёт под протекторат Речи Посполитой. Кантемир обещал после вступления польских войск на территорию княжества оказать королю помощь войсками и провиантом.
6 мая (26 апреля по старому стилю) 1686 года в Москве между Речью Посполитой и Русским царством был заключён «Вечный мир»: за компенсацию в 146 тысяч рублей Речь Посполитая признавала присоединение к России Смоленска, Левобережной Украины, Киева и Запорожья; Россия присоединялась к Священной лиге и вступала в войну против Османской империи.
В мае 1686 года для сосредоточения сил в Каменце был эвакуированы турецкие гарнизоны из Бара и Меджибожа, которые затем по приказу Яна III заняли польские гарнизоны. 20 мая 6-тысячному татарско-турецкому отряду удалось провести в Каменец большой обоз, что вызвало недовольство Собеского. В том же месяце татары совершили набег на Волынь, причинив значительный ущерб: татары не только захватили много пленных, но и уничтожали тех, кого не могли увести.
В июне Ян III получил от властей Османской империи предложение о заключении мира при условии возвращения Подолии, но без Каменца, которое отверг.
К 19—20 июня в Стрые была собрана армия численностью в 36-40 тысяч человек, 88 орудий и 18 мортир. 20 июля на военном совете король принял решение идти в Молдавию, перерезать коммуникации Каменца и, при возможности, соединиться с имперскими войсками в Трансильвании.
21 июля армия Собеского выступила в поход, двигаясь через Снятын и Лужаны левым берегом Прута. 29 июля у селения Бояны состоялась переправа. На пройденном пути (около 100 километров) был построен ряд фортов, но без поддержки кавалерии они не могли воспрепятствовать движению неприятеля. Не удалось нарушить и коммуникации Каменца: польская конница смогла только уничтожить посевы вокруг города и рассеять турецкие дозоры.
6 августа Собеский узнал об отступлении имперских войск из Трансильвании и появлении татар в районе Цуцоры. В это же время молдавский господарь Константин Кантемир сообщил ему, что, вопреки обещаниям, не сможет оказать помощи, впоследствии господарь выступил на стороне Османской империи. Не дали результата и попытки короля привлечь на свою сторону молдавское боярство. К Собескому присоединился только Молдавский и Буковинский митрополит Досифей, по завершении похода эмигрировавший в Речь Посполитую, и 2-тысячный отряд молдавской конницы.
13 августа передовой польский отряд занял Яссы, куда 16 августа вошла армия Собеского. В это время цели похода изменились. Вступив в переговоры с валашским господарем Щербаном I Кантакузином, 15 августа Ян III решил идти на Буджак. В Яссах был оставлен польский гарнизон. 24 августа войска Речи Посполитой разбили татарский отряд под Пагулом, форсировали Прут и начали наступление в сторону Фальчи и Галаца к устью Дуная. Но условия похода становились всё более тяжёлыми: жара и засуха приводили к массовому падежу лошадей из-за отсутствия воды и корма; отступавшие татары подожгли сухую траву, и степные пожары сделали дальнейшее движение войск невозможным. 2 сентября Собеский решил отступать к Яссам. На его армию постоянно нападали татарские отряды, а на левом берегу Прута движение его войск контролировали турецкие войска сераскира Мустафы-паши. Положение усугублялось отсутствием вестей от союзников и из-под Каменца, что не позволяло верно оценить ситуацию и силы противника. На военных советах 6 и 11 сентября гетман Яблоновский отверг предложение короля дать противнику генеральное сражение, его поддержали другие военачальники. В это время татары перекрыли дорогу на Яссы, но армия Собеского 15 сентября смогла пробиться к городу. 17 сентября армия Собеского оставила Яссы и выступила в направлении реки Серет. Это движение открывало турецким войскам путь в Подолию, давало возможность сообщения с Каменцом и позволяло отрезать армии Собеского путь возвращения в Речь Посполитую. Чтобы не допустить этого, король принял решение немедленно отступить к границе. Только в Кымпулунге на севере Молдавского княжества был оставлен польский гарнизон. 1 октября войска Собеского подошли к реке Сучава и берегом двинулись к Снятыну, куда прибыли 13 октября. Всё это время они вели бои с татарскими отрядами. 14 октября на военном совете было принято решение идти к Хотину, чтобы помешать подходу татарско-турецких войск под Каменец. Но вскоре пришло известие, что крымский хан Селим I Герай провёл в крепость очередной обоз. Дальнейшие действия войск Речи Посполитой свелись к обороне пограничья.

## Боевые действия в конце 1680-х годов
В 1687 году войска королевича Якуба и гетмана Яблоновского безуспешно осаждали Каменец. 6 июня 1688 года крымские татары (1,5 тысяч человек) разбили небольшой польский отряд (500—600 человек) Стефана Димидецкого, погибшего в этом бою, под Новосёлкой, в районе Жванца. В этом же году крымский хан разорил Волынь: по данным летописи, татары угнали в плен до 60 тысяч человек.

## Попытка мирных переговоров в 1689—1691 годах
В 1688 году в Западной Европе началась война между Аугсбургской лигой, членом которой была Священная Римская империя, и Францией, что отрицательно сказалось на ходе войны Священной лиги с Османской империей. Король Ян III опасался, что император Леопольд I заключит с Османской империей сепаратный мир. С 1689 года члены Священной лиги начинали мирные переговоры, включая и сепаратные, с Османской империей. Речь Посполитая требовала возвращения Подолии, переселения татар в Азию, присоединения Молдавии и Валахии и права разделить с Россией Северное Причерноморье. Власти Османской империи отвергли требования Речи Посполитой и других членов Священной лиги, в которой начались разногласия. Леопольд I отрицательно относился к притязаниям Собеского на Дунайские княжества. Несмотря на усилия французской дипломатии заставить Османскую империю уступить Речи Посполитой Подолию и Молдавию война продолжалась. Собеский отказался от первоначальных планов заключения сепаратного мира, когда Леопольд I предложил женить королевича Якуба на своей родственнице принцессе Хедвиге Елизавете Нойбургской. Свадьба состоялась 25 марта 1691 года. Королевичу Якубу были дарованы титул князя Священной Римской империи и Олавское княжество в Силезии.

## Молдавский поход 1691 года
Весной 1691 года Ян III начал приготовления к новому походу в Молдавию и Валахию. Летом король с 28-тысячной армией выступил в Молдавию. В начале похода были взяты крепости Сороки, Сучава и Нямц. 13 сентября одержана победа над татарско-турецким отрядом под Перерытами. Собеский издал манифест к молдаванам, в котором писал: «Уже второй раз на землю эту не за другим идём, а только чтобы странам этим, к вере, единству и христианской общности принадлежащим и под господство поганых против воли своей попавшим, подать руку и спасение». Но господарь Константин Кантемир вновь отказался переходить на сторону Речи Посполитой. Турки и татары, уклоняясь от открытых сражений, изматывали королевскую армию постоянными нападениями. Не прибыли обещанные императором подкрепления и обоз с продовольствием из Трансильвании. Осенью армия Собеского начала страдать от наступивших холодов и дождей. Оставив гарнизоны в захваченных крепостях, Ян III отступил из Молдавии.
Последний молдавский поход Собеского привёл к падению пропольской партии в Молдавском княжестве. Её лидер Мирон Костин был казнён.
Попытки завоевать Молдавию в целом были делом нелёгким. Содержание многочисленной армии в бедной и малонаселённой стране создавало немало трудностей, а подвоз продовольствия из-за плохого состояния дорог и низкой в то время организации тыла был почти невозможен.

## Боевые действия в 1690-х годах
В Речи Посполитой усиливалось отрицательное отношение к затянувшейся войне. Планы Яна III относительно Молдавии и Валахии не получили широкого признания, в них видели только династические интересы Собеских. Единственное, с чем ещё соглашались, это с действиями, способствовавшими возвращению Подолии.
25 марта 1692 года по инициативе гетмана Яблоновского, с целью усилить блокаду Каменца, началось строительство крепости Окопы Святой Троицы.
В 1692 году в Варшаву прибыл татарский посол Дервиш-Казы, который от имени хана и султана предложил Речи Посполитой мир и обещал возврат всех земель, захваченных Османской империей в предыдущую войну. Ян III согласился на переговоры. Но январский сейм 1693 года, который должен был рассмотреть этот вопрос, был сорван проимперской партией, а Османская империя вскоре отказалась от своих обещаний.
6 октября 1694 года под Устечком, в Подолии, гетман Яблоновский разбил крымского хана Селима I Герая и захватил большой обоз (1,5 тысяч повозок), следовавший в осаждённый Каменец.
11—12 февраля 1695 года Яблоновский нанёс поражение сыну крымского хана Шахбез Гераю под Львовом.
8—9 сентября 1698 года польный гетман Потоцкий нанёс поражение сыну крымского хана Каплан Гераю под Подгайцами, но татарский набег сорвал запланированный новым королём Августом II поход в Молдавию.

## Окончание войны
16 ноября 1698 года в Карловцах, в Воеводине, начались переговоры между Священной лигой и Османской империей. 26 января 1699 года был подписан мирный договор. Речи Посполитой возвращались Подолия и южная часть Правобережной Украины, взамен она возвращала захваченные в 1684, 1686, 1691 годах молдавские крепости Хотин, Кымпулунг, Сороки, Сучаву, Нямц и обещала не вмешиваться в дела Молдавии.